# Десант на острова Выборгского залива
Десантная операция на острова Выбогского залива — десантная операция Балтийского флота по захвату островов в Выборгском заливе, проводившаяся 1 — 10 июля 1944 года в ходе Великой Отечественной войны; составная часть Выборгско-Петрозаводской операции.

## Планирование и подготовка операции
Несмотря на то, что в советской историографии дата овладения советскими войсками Выборга — 20 июня 1944 года — считается датой окончания Выборгской операции, фактически наступление советских войск на выборгском направлении продолжалось. Для обеспечения и содействия с приморского фланга дальнейшего наступления на Финляндию командующий Ленинградским фронтом Маршал Советского Союза Л. А. Говоров поставил перед Балтийским флотом задачу очистить от неприятеля острова в Выборгском заливе: Тейкарсаари (Игривый), Суонионсаари (Крепыш) и Равансаари (Малый Высоцкий), после чего высадить десант на западное побережье Выборгского залива.
Учитывая важное значение островов для обороны южной Финляндии, финское командование усиленно готовило острова к обороне. Советское командование имело следующие сведения о финской обороне в районе островов:

Группировка финских войск в районе Выборгского залива включала в себя следующие соединения. Побережье залива южнее Нисалахти занимала 2-я бригада береговой обороны. На северо-запад от Нисалахти оборонялись соединения 5-го армейского корпуса, а именно: усиленная 1-я кавалерийская бригада этого корпуса, которая находилась на островах; его 17-я пехотная дивизия, которая обороняла мыс Тиенхара и Кивасиллансалми; сухопутный участок фронта от Сайменского канала до озера Вентелянселькя занимала 3-я пехотная бригада. В резерве же командира 5-го армейского корпуса находилась 10-я пехотная дивизия, которая дислоцировалась недалеко от Тиенхара, а также 11-я пехотная дивизия и 20-я пехотная бригада, располагавшиеся в районах Ховинмаа и западнее Юустила.
На этом же направлении находился и резерв верховного главнокомандования финской армии — немецкая 122-я пехотная дивизия, которая была срочно переброшена сюда из Эстонии. ... А что же представляла собой вражеская оборона на островах? Это — цепь стрелковых окопов и пулемётных гнезд, прикрытых огнем артиллерии и миномётов, расположенных как тут же, на островах, так и на материке.

Проволочных заграждений на островах было мало, но зато взрывных — хоть отбавляй: минные поля устанавливались не только в прибрежной полосе, но и на мелководье. Они также прикрывались пристрельным огнем пехоты и артиллерии. Действия гарнизонов островов поддерживали 31-я артиллерийская батарея, миномётные средства 1-й кавалерийской бригады и 2-й бригады береговой обороны. Всего — 130 орудий и миномётов калибра от 75 до 220 миллиметров.— Катышкин И. С. Служили мы в штабе армейском. — М.: Воениздат, 1979. — 208 с., ил. — (Военные мемуары). — Глава четвертая: «Вместе с флотом».
После потери Бьёркских островов темпы спешного усиления обороны перечисленных островов и установки минных заграждений ещё более возросли. К побережью были стянуты эвакуированные с Бьёркского архипелага и переброшенные из отдалённых районов Финского залива значительное количество немецких и финских кораблей и катеров, усилена группировка авиации.
Как и проведение Бьёркской десантной операции, проведение данной операции было поручено командованию Кронштадтского морского оборонительного района (вице-адмирал Ю. Ф. Ралль), который на этот раз был оперативно подчинён 59-й армии Ленинградского фронта (командующий генерал-лейтенант И. Т. Коровников). Для проведения операции были выделены 32 тендера и 2 спаренных парома-тендера, 30 сторожевых катеров, 6 бронированных катера «малый охотник», 8 торпедных катеров, 13 бронекатеров, 14 катеров-дымзавесчиков. Действия десанта и моряков поддерживали около 250 артиллерийских орудий, в том числе 1-я гвардейская Краснознамённая Красносельская морская железнодорожная артиллерийская бригада (три орудия 180-мм и восемь орудий 130-мм). Исходной базой для высадки десантов стал порт Койвисто (ныне Приморск).

## Десант на остров Тейкарсаари (Игривый) 1 июля
30 июня в 22:25 отряд высадки в составе 5 бронекатеров, 2 бронированных катеров «малый охотник», 9 тендеров, 4 катеров-тральщиков и 4 дымзавесчиков вышел с десантом (батальон 185-го стрелкового полка 224-й стрелковой дивизии, разведгруппа 260-й морской стрелковой бригады) из Койвисто. Около 1:35 часов 1 июля отряд подошёл к острову Тейкарсаари, где был обнаружен и подвергся удару береговой артиллерии с мыса Харапяниеми на побережье и с острова Тейкарсаари. Несколько тендеров получили повреждения, 1 бронированный «малый охотник» (БМО-506) и 1 тендер подорвались на минах и затонули.
При поддержке советских береговых и железнодорожных батарей, а также авиации флота, десант высадился. Противник сразу же оказал ожесточенное сопротивление всеми имеющимися силами. Для блокирования десанта с моря к острову был направлен отряд немецких и финских кораблей (18 вымпелов, в том числе 2 миноносца), в разыгравшемся морском бою были потоплены два вражеских сторожевых корабля, но при этом погибли три советских торпедных катера (ТК-43, ТК-63, ТК-161) из восьми, участвовавших в бою, и ещё один получил тяжелые повреждения. Финские части на острове насчитывали две роты пехоты (всего 350 чел.) с несколькими лёгкими пушками калибра 20 мм и 45 мм. Примерно в 4 часа с побережья на остров началась спешная переправа подкреплений (две пехотные роты) и численность финских войск на острове возросла до 700 человек. По занятому плацдарму открыли огонь несколько финских береговых батарей. В 4:55 флотский корректировочный пост, высадившийся на Тейкарсаари, доложил об успешном продвижении вглубь острова, но около 5 часов связь с десантом была потеряна. Днём 1 июля десант был сброшен противником в море. Катерами подобрано из воды 50 человек.
Причины гибели десанта — выделение в десант стрелковых частей, не подготовленных к десантным операциям; в десанте отсутствовала артиллерия, авиационная поддержка оказалась недостаточной (на поддержку десанта 57 самолётов «Ил-2» ВВС КБФ выполнили в течение дня 118 вылетов, потеряв 5 машин (2 — сбиты над целью, 1 совершил вынужденную посадку на воду при возвращении, 2 — пропали без вести)), а артиллерийская поддержка оказалась организована неэффективно, низкая оснащенность средствами связи, что сказалось на утрате взаимодействия десанта и сил поддержки.
Для дальнейшего проведения операции в распоряжение флота были переданы 160-й и 143-й стрелковые полки 224-й стрелковой дивизии (2400 человек, 28 орудий), а также 406-й полк 124-й стрелковой дивизии. Для их подготовки к операции потребовалось время, поэтому наступила трёхдневная пауза. Финны также спешно наращивали оборону островов.
Вечером 3 июля 12 штурмовиков «Ил-2» и 14 истребителей бомбили остров Тейкарсаари. При налёте был потерян 1 «Ла-5».

## Десант на Тейкарсаари, Суонионсаари, Равансаари 4 июля
Этот десант, силами 160-го (под командованием майора С. Н. Ильина), 143-го (под командованием подполковника А. И. Гришина) и 185-го (под командованием подполковника Ф. И. Дёмина) стрелковых полков 224-й стрелковой дивизии (по полку на каждый остров соответственно) выходил двумя отрядами из рейда Йоханнес (Советский) в 6:45 4 июля. Сразу при выходе из этой бухты корабли десанта были обнаружены противником и по ним был открыт артиллерийский огонь. Уклоняясь от обстрела, корабли были вынуждены постоянно маневрировать, что резко снизило скорость движения отрядов. Высадка на намеченные острова началась только около 10 часов утра и продолжалась под мощным огнём более часа. При этом на остров Суонионсаари были высажены четыре лёгких танка Т-26.
Жестокий бой разгорелся от самой кромки воды. На этот раз командование флота непрерывно посылало корабли огневой поддержки и для доставки боеприпасов и подкреплений, при прорыве к занятым плацдармам в светлое время дня многие из них получили повреждения. По вражеским позициям на островах наносила постоянные удары авиация флота (до 500 самолёто-вылетов), вела непрерывный огонь артиллерия (только железнодорожная бригада выпустила почти 1500 снарядов большого калибра). К 17 часам острова Суонионсаари и Равансаари (Малый Высоцкий) были полностью очищены от врага.
На Тейкарсаари десант вновь попал в тяжёлое положение. Подорвался на мине и затонул морской охотник «БМО-503», на котором находился штаб полка во главе с командиром 1-го отряда десанта капитаном 2-го ранга В. Н. Герасимовым, в связи с чем вновь имела место утрата связи. По этой причине не было возможности вызвать подкрепление авиации и артиллерии. Отсутствие надёжной блокады острова со стороны материка позволило врагу непрерывно перебрасывать подкрепления к месту боя. Финны перебросили на остров дополнительные силы, доведя численность гарнизона до 800 человек, и контратаковали десант. Во второй половине (к 18:00) дня финским войскам удалось остановить продвижение десанта, а затем серией контратак разрезать его надвое, оттеснив к 22 часам часть сил к южному, а часть (около 200 человек) — к северо-восточному побережью острова. Потери 160 стрелкового полка на острове к вечеру достигли 700 человек, а по финским данным к 6:15 утра 5 июля десант был вообще полностью уничтожен.
Жестокие бои шли и в окружающих остров водах Выборгского залива. Вновь противник силами до 17 вымпелов атаковал средства поддержки десанта, в морском бою с ним советский отряд из 9 торпедных и 5 сторожевых катеров потопил 4 тральщика и 1 быстроходную десантную баржу, повредил 1 сторожевой катер и 1 БДБ. Авиация флота также наносила удары по вражеским кораблям, доложив о потоплении канонерской лодки, сторожевого катера и двух барж. Вражеская авиация в этот день действовала слабо из-за предварительно проведённой серии атак вражеских аэродромов, в районе боя было зафиксировано появление всего 17 самолётов противника.
В течение суток 4 июля флот потерял потопленными (в основном на минах) 4 бронекатера (№ 504, 509, 514, 324), 1 катер «малый охотник», 1 сторожевой катер. От артиллерийского огня получили повреждения 1 сторожевой катер и 1 тендер, ещё 2 бронекатера получили пробоины на многочисленных в этом районе подводных камнях.
В этот же день были заняты мелкие острова Хиэтасаари, Киустеринсаари, в ночь с 4 на 5 июля — острова Мелансаари и Куолансаари.

## Овладение Тейкарсаари 5 июля
Положение десанта на Тейкарсаари оценивалось командующим операцией настолько серьёзно, что он отдал приказ об эвакуации десанта. Выполнить этот приказ не удалось, противник не подпускал катера к берегу мощным артиллерийским огнём, только в одном месте удалось вывезти до 20 человек вместе с командиром 160-го полка майором Ильиным. Тогда было принято диаметрально противоположное решение: собрать все возможные силы и максимально усилить десант. С рассветом 5 июля кровавое сражение за Тейкарсаари продолжилось.
К 11 часам дня на остров были доставлены под непрерывным огнём и высажены на восточном берегу 2 стрелковых батальона 406-го стрелкового полка 124-й стрелковой дивизии, к 16:30 — ещё два батальона и 4 пулемётных танка Т-26 (участвовавших в высадке на о. Суонионсаари). Отряд кораблей (6 торпедных катеров и 4 сторожевых катера) был направлен к северной оконечности острова с задачей держать под обстрелом пролив между островом и материком. Это решение оказалось наиболее верным: в 14:25 ввиду угрозы изоляции гарнизона острова финское командование немедленно приняло решение об эвакуации гарнизона. Теперь уже силы десанта теснили противника. В этот день на поддержку десанта авиация флота совершила 317 боевых вылетов (не считая армейской авиации).
Основные усилия флота и авиации были сосредоточены на уничтожении вражеских плавсредств в проливе между островом и материком. Так, по советским данным, там были потоплены 3 средних и малых транспорта, 3 сторожевых корабля, канонерская лодка и сторожевой катер, ещё 5 кораблей и судов повреждены (финские историки подтверждают потопление канонерской лодки «Виена» и одного «малого корабля», тяжёлые повреждения 3-х финских канонерских лодок: «Уусимаа», «Хемеенмаа» и «Турунмаа» и 3-х немецких артиллерийских БДБ).
К 21 часу 5 июля остров Тейкарсаари был полностью очищен от врага. Последние финские подразделения переплавлялись через пролив вплавь.

## Десант на остров Хапэненсаари 7 — 8 июля
7 июля силами флота произведена высадка десанта на остров Хапэненсаари (Подберёзовый), где бои также приняли упорный характер, хотя и не отличались такой драматичностью, как на Тейкарсаари. 8 июля состав десанта был усилен и остров был оставлен противником. В этом районе флот потерял повреждёнными три сторожевых катера (1 от огня финской артиллерии. 2 — от ошибочного огня собственной артиллерии).

## Попытка высадки десанта на полуострове Карпила
7 июля была предпринята попытка высадить десант на побережье Финского залива в районе полуострова Карпила. Однако при подходе к месту высадки корабли были встречены мощным артогнём, потоплены два сторожевых катера. Командующий операцией принял решение отказаться от высадки ввиду угрозы ещё больших потерь. Корабли десанта были возвращены в исходные пункты.

## Десант на остров Койвусаари 9 июля
На рассвете 9 июля отряд кораблей Балтийского флота (6 сторожевых катеров, 12 тендеров, 1 «малый охотник») при поддержке 6 бронекатеров и 3 сторожевых катеров высадили две усиленные стрелковые роты на остров Койвусаари (Березник). Одновременно с другой оконечности острова должен был высаживаться второй отряд десанта, однако он попал под сосредоточенный огонь финских батарей и понёс значительные потери — за несколько минут были потоплены 6 тендеров, 2 сторожевых катера, 1 катер-дымзавесчик. Остатки отряда вернулись на базу. На следующий день остров был оставлен гарнизоном.
Кроме того, финские авторы утверждают, что в этот день предпринималась вторая неудачная попытка высадки десанта на полуострове Карпила.

## Завершение операции
Всего с 1 по 10 июля было занято 16 островов (в том числе и те, гарнизоны которых были эвакуированы ещё до высадки советских войск). 10 июля командующий Ленинградским фронтом Л. А. Говоров приказал временно прекратить боевые действия и перейти к обороне на занятых рубежах в связи с возобновлением переговоров между СССР и Финляндией о мире. В дальнейшем, несмотря на неоднократное прерывание этих переговоров, десантные операции в этом районе не проводились.
Операция по освобождению островов в Выборгском заливе закончилась только частичным успехом, не достигнув всех поставленных целей: часть островов осталась в руках противника, а взятие занятых островов обошлось в неожиданно высокие потери в людях и кораблях. От высадки намеченных десантов на финское побережье пришлось отказаться.

## Потери сторон
Данные сторон о собственных и вражеских потерях существенно отличаются друг от друга. Так, по советским данным, в ходе операции уничтожено 2400 финских солдат и офицеров, захвачено 37 пленных (только на о. Тейкарсаари, по другим островам данных нет), 21 орудие и 95 пулемётов. Однако финская сторона признает потерю в 1253 человека убитыми, раненными и пленными. Есть и другие данные, ещё больше противоречащие друг другу.
Со своей стороны, финские историки утверждают о том, что советские войска в ходе операции потеряли до 3000 человек только убитыми, 20 кораблей. В том числе потери одного только 160-го стрелкового полка 224-й стрелковой дивизии составили 1027 человек из 1135 принимавших участие в десантировании.
По данным К. А. Шопотова, в ходе операции в Выборгском заливе погибло с нашей стороны 1400 десантников и 31 корабль, 200 человек из состава экипажей кораблей. Противник потерял в ходе той же операции 30 боевых кораблей, в том числе эскадренные миноносцы, сторожевые корабли, канонерские лодки, катера.